# 야시카 파트너
야시카 파트너(Yashica Partner)는 1983년-1986년 홍콩에서 야시카를 위해 생산된 저렴한 35mm 뷰파인더 카메라다. 고정 포커스의  38mm f/4 랜즈와 하나의 셔터 스피드 기능이 있다. 플래시도 있다.